# Spoorlijn Nakskov - Rødby
De spoorlijn Nakskov - Rødby was een lokale spoorlijn op het eiland Lolland in Denemarken.

## Geschiedenis
Op 20 maart 1918 werd de concessie verleend voor de bouw van een spoorlijn van Nakskov naar Rødby door de Nakskov Rødby Jernbane (NRJ). De staat zou de helft betalen van de bouwkosten die waren geraamd op bijna 2 miljoen kronen. Het bepalen van het tracé leidde tot lange discussies waarin uiteindelijk werd overeengekomen dat de lijn vanuit Nakskov in zuidwestelijke richting zou lopen tot aan Kappel en vanuit daar naar het oosten richting Rødby. Het werk vorderde langzaam door de bouw van een spoorbrug over de baai van Nakskov en een groot aantal smalspoorlijnen voor de bevoorrading van de suikerfabriek van Nakskov. Een groot deel daarvan werd omgelegd, maar hier en daar was het noodzakelijk om gelijkvloerse kruisingen aan te leggen.
Op 30 maart 1926 was de officiële inhuldiging van de lijn, hoewel deze op dat moment eigenlijk nog niet klaar was. In de daaropvolgende periode moest er ook voortdurend extra ballast worden aangevoerd.
Het doel van de lijn was om bewoners en bedrijven in West-Lolland te ontsluiten, maar door toenemende concurrentie van het wegvervoer ging het al snel bergafwaarts met de spoorlijn. In de dertiger jaren werd gesneden in het aantal treinen, wat weer resulteerde in minder inkomsten. Tijdens de Tweede Wereldoorlog kende de lijn een kortstondige opleving, maar daarna nam het aantal passagiers en vracht weer snel af. Op 31 december 1953 reed de laatste trein waarna de spoorlijn werd opgebroken.

## Huidige toestand
Thans is de volledige lijn opgebroken.